# Hainan Airlines
A Hainan Airlines Company Limited (HNA) (IATA: HU, ICAO:CHH) kínai légitársaság, melynek központja Hajkouban, Hajnan tartományban van.A Hainan Airlines a legnagyobb magán légitársaság Kínában; a légiflottájának méretét tekintve a negyedik legnagyobb. Belföldi és nemzetközi légiforgalmat bonyolít le 500 vonalon, 9 légikikötőt használva. A legjelentősebb kiindulópontja a Haikou Meilan Nemzetközi Repülőtér. Mellette a Pekingi Nemzetközi Repülőteret, a Hszian-Hszienjangi nemzetközi repülőteret, Taiyuan Wusu Repülőteret és az Ürümcsi Diwopu Nemzetközi Repülőteret kell még megemlíteni.
2007. november 30-án négy légitársaság tartozott a HNA csoportba: a Hainan Airlines, Shanxi Airlines, Chang'an Airlines, és a China Xinhua Airlines Ezek egyesültek a Grand China Air céggé, amely az újonnan megalakult Grand China Airlines Holdinghoz tartozott. 2009. december 1-jén a Hainan Airlines ötcsillagos légitársaság lett, a Skytrax tüntette ki.

## Története
1989 októberében alapították a Hainan Province Airlines a légitársaságot, majd neve Hainan Airlines-ra változott.
1998-ban a Hainan Airlines lett az első kínai cég, melyik saját részvényekkel rendelkezik egy légitársaságban, 25%-os tulajdont vásárolt a Haikou Meilan Nemzetközi Repülőtér részvényeiből. A Hainan Airlines-nak 9102 alkalmazottja volt 2007 márciusában. 2000-ben alakult meg a HNA csoport, melyben a következő légitársaságoknak van részesedése: Shanxi Airlines (92,51%), Chang'an Airlines (73,51%), China Xinhua Airlines (60%), Lucky Air, Deer Jet, Shilin Airlines (48,9%) Grand China Express Air (20%), Yangtze River Express, Hong Kong Airlines (45%) és Hong Kong Express (45%).
A Hainan Airlines 2007-ben jelezte, hogy csatlakozna a Oneworld szövetséghez a Japan Airlines-szal, de ezt 2023-ra sem sikerült elérnie.

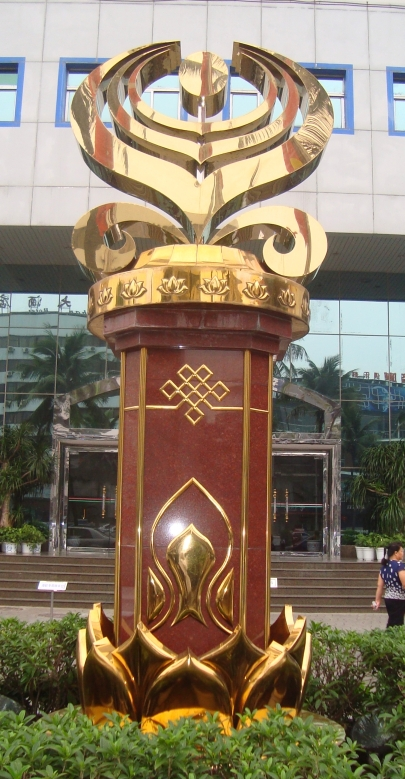

A Hainan Airlines elindította járatait Peking és Seattle között 2008. június 9-én. Seattle lett az első észak-amerikai célállomás. A légitársaság 2009-ben tervet dolgozott ki a Peking-Chicago és Peking-Newark vonal beindítására. A légitársaság ugyancsak 2009-ben bejelentette tervét, hogy megnyit egy Peking-Honolulu légivonalat. 2009 októberében a Hainan Airlines megerősítette, a Peking-Honolulu járat indítását, bár azzal a kikötéssel, hogy 2010 első felében a gépek még nem repülnek. Honolulu a második észak-amerikai célállomás.
A Hainan Airlines Európában elsőnek Budapestre indította be szolgáltatását. A Hainan Airlines ezen a vonalon Boeing 767-300ER típusú gépekkel közlekedik. Brüsszel és a Sanghaj Pudong Nemzetközi Repülőtér között 2010. május 28-án kezdte meg működését. Ezen a vonalon egy héten háromszor közlekedik, hétfőn, szerdán és pénteken. A magyar kormány 2012 szeptemberében a kínai nagykövet segítségével tárgyalást folytatott a Hainan Airlines-szal annak érdekében, hogy olyan rendszert alakítsanak ki, amelyben minél hamarabb visszaállítja a közvetlen összeköttetést Peking és Budapest között.

## Külső hivatkozások
- Hainan Airlines (kínai)
- Hainan Airlines (angol)
- Hainan Airlines Észak-Amerika Archiválva 2010. szeptember 22-i dátummal a Wayback Machine-ben